# Anophiura banzarei
Anophiura banzarei is een slangster uit de familie Ophiolepididae.
De wetenschappelijke naam van de soort werd in 1967 gepubliceerd door Fritz Jensenius Madsen.